# Liste des ambassadeurs de France à Nauru
La représentation diplomatique de la République française à Nauru est située à l'ambassade de France à Suva, capitale des Îles Fidji, et son ambassadeur est, depuis 2022, François-Xavier Léger.

## Représentation diplomatique de la France
Annexée par l'Allemagne en 1888, puis disputée entre l'Australie et la Nouvelle-Zélande au début du XXe siècle au point que l'île fut directement attribuée à l'Empire britannique par le traité de Versailles en 1919, Nauru sera aussi envahie par les Japonais en 1942. Revenue dans le giron britannique, mais sous administration australienne, Nauru devient une république indépendante en 1968. Ce n'est que dux ans plus tard que la France désigne un ambassadeur, en résidence à Wellington, dans un premier temps, puis à Suva.

## Ambassadeurs de France à Nauru
| De   | À    | Ambassadeur               | Résidence  |
| ---- | ---- | ------------------------- | ---------- |
| 1978 | 1981 | Jean Gueury               | Wellington |
| 1981 | 1984 | Robert Puissant           | Suva       |
| 1984 | 1990 | Daniel Dupont             | Suva       |
| 1990 | 1993 | Henri Jacolin             | Suva       |
| 1993 | 1998 | Jacques-André Costilhes   | Suva       |
| 1998 | 2000 | Michel Jolivet            | Suva       |
| 2000 | 2004 | Jean-Pierre Vidon         | Suva       |
| 2004 | 2007 | Eugène Berg               | Suva       |
| 2007 | 2009 | Jean-François Bouffandeau | Suva       |
| 2009 | 2011 | Michel Monnier            | Suva       |
| 2011 | 2015 | Gilles Montagnier         | Suva       |
| 2015 | 2018 | Michel Djokovic           | Suva       |
| 2018 | 2022 | Sujiro Seam               | Suva       |
| 2022 | auj. | François-Xavier Léger     | Suva       |